# Skövde (comuna)
Skövde (em sueco: Skövdes kommun;  PRONÚNCIA) é uma comuna da Suécia, pertencente ao condado da Västra Götaland, no Sul do país. Sua capital é a cidade de Skövde. Está situada na planície da Gotalândia Ocidental, entre os lagos Vänern e Vättern, sendo atravessada pela linha férrea ocidental. Possui 674 quilômetros quadrados e segundo censo de 2018, havia 55 729 pessoas.
A comuna têm numerosas pequenas e médias empresas de serviços e manufatura e a capital ainda abriga algumas grandes indústrias: Volvo Cars e Volvo Powertrain. A comuna também sedia algumas unidades militares: Regimento de Skaraborg, Regimento de Intendência e Escola Prática de Combate Terrestre.